# اسماعیل الصبیانی
اسماعیل الصبیانی (عربی: إسماعيل الصبياني؛ زادهٔ ۲۵ آوریل ۱۹۸۹) دونده دو سرعت اهل عربستان سعودی است.
وی در مسابقات کشوری و بین‌المللی در مجموع برندهٔ ۴ مدال طلا، ۱ مدال برنز شده‌است.